# 3712-es mellékút (Magyarország)
A 3712-es számú mellékút egy valamivel több, mint 8,5 kilométeres hosszúságú, négy számjegyű mellékút Borsod-Abaúj-Zemplén vármegyében; Szerencstől húzódik Tállyáig; a ma már Szerencshez tartozó, korábban önálló Ond és Rátka község egyetlen közúti elérési útvonala.

## Nyomvonala
A 3611-es útból ágazik ki, annak a 30+650-es kilométerszelvénye közelében, nagyjából északi irányban, Szerencs központjában. Ondi utca néven húzódik a város belterületének északi széléig, amit nagyjából 1,7 kilométer után hagy maga mögött. 2,4 kilométer után éri el a Szerencshez tartozó, egykor önálló Ond legdélebbi házait, majd Fő utca néven húzódik végig a falun. 4,4 kilométer megtételét követően ér újra külterületre, de csak a Szerencs-patak hídját elhagyva, 5,4 kilométer után lép ki teljesen a város határai közül.
Rátka területén folytatódik; a község első házait 5,8 kilométer után éri el, települési neve a belterületen – kisebb irányváltásaitól függetlenül – végig Kossuth utca. Majdnem pontosan a nyolcadik kilométerénél jár, ahol elhalad a legészakibb rátkai házak mellett, s ott szinte azonnal Tállya határai közé lép, a Szerencs–Hidasnémeti-vasútvonalat – néhány lépéssel arrébb – már ott keresztezi, nyílt vonali szakaszon. A 39-es útba beletorkollva ér véget, annak a 20+300-as kilométerszelvénye közelében, külterületek közt; ugyanott ér véget a Tállya központján végighúzódó 3731-es út.
Teljes hossza, az országos közutak térképes nyilvántartását szolgáló kira.kozut.hu adatbázisa szerint 8,649 kilométer.

## Települések az út mentén
- Szerencs
- Ond (Szerencs része)
- Rátka
- (Tállya)